# Димитър Христов (политик)
Вижте пояснителната страница за други личности с името Димитър Христов.
Димитър Христов е български политик от Прогресивнолибералната партия.

## Биография
Между 1888 и 1894 г. учи в гимназия в град Сливен, а след това учи в Женева право, финансови и икономически науки. Учи и в Историко-филологическия факултет на Софийския университет. Членува в Прогресивнолибералната партия и е член на централното ѝ бюро. Редактор е на централния ѝ орган вестник „България“. Между 1894 и 1895 г. е поддиректор на Народната библиотека. В периода 1895 – 1901 г. е секретар на Търговско-индустриалната палата в София. През 1911 г. е назначен за министър на търговията и земеделието. След това от 1911 до 1912 г. е временно управляващ министерството на търговията, промишлеността и труда. От 1911 до 1913 г. е министър на земеделието и държавните имоти, а през 1913 и министър на железниците, пощите и телеграфите. При управлението на Александър Стамболийски е обвинен за политическата си дейност от Народното събрание. В периода 1924 – 1926 г. е реабилитиран и става министър на търговията, промишлеността и труда и министър на земеделието на държавните имоти (1926 – 1930). 
Умира в град София през 1944 година.